# Melobesia lamourouxii
Melobesia lamourouxii Decaisne, 1842  é o nome botânico  de uma espécie de algas vermelhas marinhas   pluricelulares do gênero Melobesia, subfamília Melobesioideae.

## Sinonímia
- Não apresenta sinônimos.